# Laguna del Santo Cristo
La laguna del Santo Cristo es el nombre de un cuerpo de agua de origen glaciar en el Estado Mérida, ubicado a 3900 m s. n. m. y es la laguna de montaña más grande de Venezuela. Un paisaje de la laguna y las montañas que la rodean están plasmados en el diseño posterior del billete de 50 bolívares venezolanos. La laguna del Santo Cristo está ubicado en el páramo de Santo Cristo con acceso desde el pueblo de Gavidia, a unos 10 km de distancia por el Estado Mérida. El recorrido es de unas 4 horas a pie o a caballo, dificultad media o alta y preferiblemente con guía.
Dentro de la laguna se puede practicar la pesca deportiva, basada principalmente en la trucha arcoíris.